# Kegaska
Kegaska est une communauté de la municipalité de Côte-Nord-du-Golfe-du-Saint-Laurent, dans la région administrative de la Côte-Nord, au Québec, au Canada.

## Géographie
Kegaska est à environ 60 km à l'est du village de Natashquan et à 47 km (en ligne directe) à l'ouest de la réserve de La Romaine. Kegaska est bâti sur une pointe de terre entre deux baies (baie Muddy et baie de Kegaska). Située en face du village, l'île Noire est reliée à la terre ferme par un pont. Cette île comporte un vieux phare utilisé pour la navigation.
La rivière Natashquan constitue la limite ouest de la municipalité de Côte-Nord-du-Golfe-du-Saint-Laurent. Entre cette rivière et le village de Kegaska, on y retrouve (de l'Ouest vers l'Est):
- plusieurs petites rivières qui se déversent dans le Golfe du Saint-Laurent: de l'Étang, Longue, Clay, Sam, Kegaska et Belley;

- la Pointe du Vieux Poste, le cap Tiennot (le Mont Joli est derrière), la plage Mistanekau, les rochers Ehkuahiniu, le havre Kegaska, l'anse Muddy et les îles Kippin.

Du côté Est, entre le village de Kegaska et la rivière Musquaro, on y retrouve (de l'Ouest vers l'Est):
- la baie de Kegaska, le Mont Hatsheuiat Tshehkahkau, le Havre Mistassini, la baie Pepihtnahu et la pointe Musquaro (située du côté Ouest de l'embouchure de la rivière Musquaro);

- une série d'îles s'éloignant jusqu'à 4 km de la terre ferme: île Noire, verte Tshinahat, Parsons, Kakatshihipinukut, Uhatshistsh, Ketshinukuteuat, Tshiahkuehihat, Menahkunakat et les îles kahakaut;

- l'Aire de concentration d'oiseaux aquatiques de la partie Chicoutai-Kegaska.

Le lac Kegaska (long de 11,7 km) est situé à 16 km, au nord-ouest du village de Kegaska et son embouchure est au sud du lac. Il se déverse dans la rivière Kegaska (longue de 20 km) qui coule à priori sur 7,7 km vers le sud-ouest; puis 5,3 km vers l'Est; et finalement un segment de 7 km vers le sud, pour aboutir dans une baie du Golfe du Saint-Laurent, à 7,2 km à l'ouest du village de Kegaska.
Le village de Kegaska constitue actuellement l'extrémité Est de la route 138, à plus de 1400 km de son point de départ au sud de Montréal à la frontière du Québec et de l'État de New York. Kegaska n'était pas accessible par la route jusqu'au 26 septembre 2013, où il y a eu l'inauguration d'un pont permettant à la route 138 de traverser la rivière Natashquan. Actuellement, il n'est pas possible de poursuivre sa route vers l'Est au-delà de Kegaska.

## Étymologie
Kegaska, de l'innu quegasca, signifie « un raccourci et un passage facile à marée haute entre la terre ferme et les îles ». Ce nom de lieu est également utilisé pour désigner une rivière, un lac, une île, un havre, une pointe, une baie et un canton.

## Histoire
En 1831, la Compagnie de la Baie d'Hudson ouvre un poste de traite à l'embouchure de la rivière Kegaska. Mais la colonisation de Kegaska ne commence qu'au cours des années 1850 quand des familles acadiennes provenant des Îles de la Madeleine viennent s'y établir. Ils quittent cependant l'endroit en 1870 pour s'établir à Betchouane, entre Havre-Saint-Pierre et Baie-Johan-Beetz.
À la fin du XIXe siècle, des colons principalement anglophones de l'île d'Anticosti viennent s'établir à Kegaska.

## Description
Victor-Alphonse Huard écrit en 1897 cette description du pays :
« À Kégashka commence une longue traînée d'îles, qui se continue jusque près de l'entrée du détroit de Belle Isle. Il y en a de grandes, mais la plupart ne sont que des îlots qui se pressent sur plusieurs rangs le long de la côte et parfois jusqu'à douze ou quinze milles au large. À voir sur la carte cette poussière d'îlots accumulés vers la côte du nord, on dirait des balayures du golfe que la furie des vents du sud-ouest auraient rejetées sur son rivage. »

## Économie
La pêche au crabe est actuellement la principale activité économique de la communauté.

## Démographie
| 2006 | 2011 | 2016 | 2021 |
| ---- | ---- | ---- | ---- |
| 136  | 138  | 95   | 124  |

## Éducation
La Commission scolaire du Littoral administre l'École Kegaska (anglophone).